# Дайв-сафари
Дайв-сафари — сафари, организованное с целью посещения удалённых от берега и/или портов мест для погружений.
Характеризуется постоянным проживанием на боте, оборудованном для обеспечения погружений, высокой частотой погружений (от трёх до пяти дайвов в сутки). Бот с аквалангистами выходит в море на несколько дней: от 3-х дней до недели или двух, в течение которых дайверы ныряют в большом количестве разных мест (сайтов). При этом бот в обязательном порядке должен иметь аптечку и баллон с кислородом для оказания первой медицинской помощи (ПМП) аквалангистам.

## Предосторожности
Стоит обратить особое внимание на безопасность погружений на сафари, так как пока бот будет находиться в море, никто не сможет оказать помощь кроме вас самих, поэтому просите капитана показать вам наличие и проверить при вас работу баллона с кислородом. Он должен находиться отдельно, иметь специальную маркировку или быть выкрашенным в цвет, отличный от цвета используемых баллонов (за границей преимущественно — зелёный, на территории бывшего СССР — голубой, см. Окраска и маркировка баллонов с газами).